# 宋昱 (貴東道道員)
宋昱（1729年—1779年），字屏南，山東省萊州府膠州（今屬青島市膠州市）人。清朝政治人物。

## 生平
乾隆元年進士宋珩之子。乾隆十八年（1753年）癸酉拔貢出身，捐納為教諭，二十三年（1758年）選授山東鄆城縣教諭。二十九年（1764年）俸滿，山東巡撫崔恩階保舉宋昱：「年壯才優，有志向上，堪膺民社」，吏部引見，選授湖南靖州直隸州會同縣知縣。三十四年（1769年）調任長沙府長沙縣知縣。風度端凝，明察而誠信，勤政而體恤民眾，有古代循吏之風，離任時民眾為其立生祠。三十六年（1771年），湖南巡撫永德奏請陞署永順府同知。三十七年（1772年），改授貴州貴陽府知府。因丁憂歸鄉。服闕，授雲南曲靖府知府，有政績名聲。入覲，奏對，符合乾隆帝心意，由軍機處記名。返回雲南途中，特旨擢任貴州貴東道。四十四年（1779年），十一月病故於任上，年五十一歲。家人扶柩歸葬，行李簡陋蕭然，貴州人民稱許為廉吏。
宋昱奉養父親在官署，父親若稍不高興就跪地請罪，不等到父親命令就不敢起身，時人稱讚其孝順。